# NGC 2638
NGC 2638 é uma galáxia espiral (S0-a) localizada na direcção da constelação de Lynx. Possui uma declinação de +37° 13' 15" e uma ascensão recta de 8 horas, 42 minutos e 25,8 segundos.
A galáxia NGC 2638 foi descoberta em 21 de Janeiro de 1885 por Édouard Jean-Marie Stephan.